# Cosmotoma melzeri
Cosmotoma melzeri là một loài bọ cánh cứng trong họ Cerambycidae.